# مارتین گروتشل

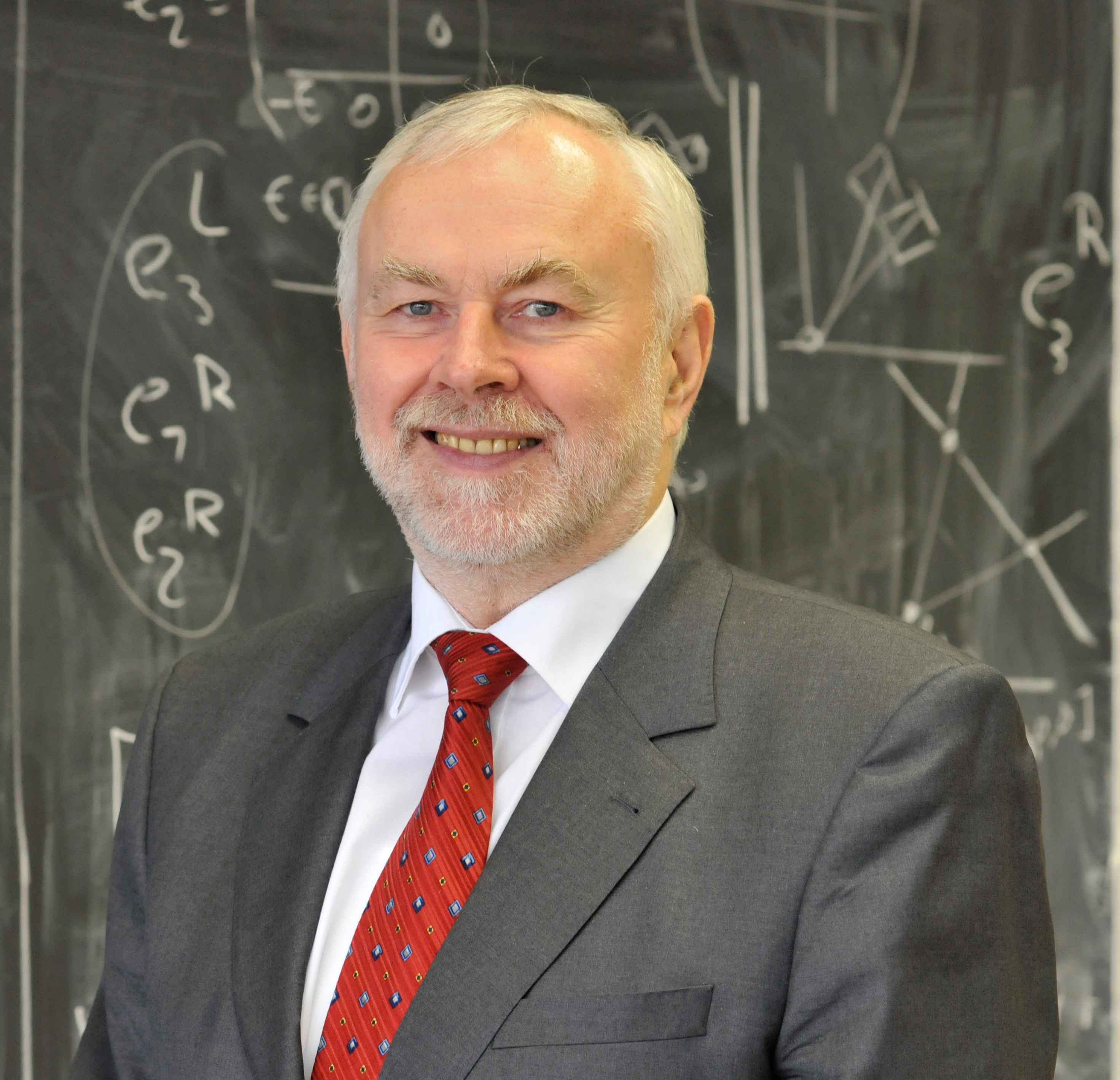

مارتین گروتشل (Martin Grötschel) (متولد ۱۰ سپتامبر ۱۹۴۸) ریاضیدانی اهل آلمان است. وی به دلیل تحقیقات خود در زمینه بهینه‌سازی ترکیبیاتی، ترکیبات چندوجهی و تحقیقات عملیاتی مشهور شده‌است. گروتشل از ۱۹۹۱ تا ۲۰۱۲ نایب رئیس مؤسسه زوس برلین (ZIB) بود و از سال ۲۰۱۲ تا ۲۰۱۵ به عنوان رئیس زوس خدمت کرد. وی از سال ۲۰۱۵ تا ۲۰۲۰ رئیس آکادمی علوم و علوم انسانی برلین-براندنبورگ (BBAW) بود.

## زندگی‌نامه
گروتشل در شولم آلمان متولد شد و در سال ۱۹۷۳ از دانشگاه بوخوم در رشته ریاضیات، زیرشاخه اقتصاد دیپلم گرفت. او در سال ۱۹۷۷ دکترای خود را در دانشگاه بن زیر نظر برنهارد کورته به پایان رساند و در سال ۱۹۸۱ مدرک خود را در بن در تحقیق در عملیات به دست آورد. یک سال بعد او به عنوان استاد تمام ریاضیات کاربردی در دانشگاه آگسبورگ منصوب شد. گروتشل از سال ۱۹۹۱ تا زمان بازنشستگی خود در پایان سپتامبر ۲۰۱۵، در کنار مسئولیت‌های خود در ZIB، استاد تمام فناوری معلومات در دانشگاه تکنیکی برلین بود. مارتین گروتشل از سال ۱۹۸۹ تا ۱۹۹۶ عضو کمیته اجرایی انجمن ریاضی آلمان (Deutsche Mathematiker- Vereinigung (DMV)) و از سال ۱۹۹۳ تا ۱۹۹۴ رئیس آن بود. وی از سال ۱۹۹۹ تا ۲۰۱۴ عضو کمیته اجرایی اتحادیه بین‌المللی ریاضی (IMU) و از سال ۲۰۰۷ تا ۲۰۱۴ دبیرکل IMU بود. گروتشل از سال ۲۰۱۱ عضو هیئت اجرایی بنیاد انیشتین برلین بود و از سال ۲۰۱۱ تا ۲۰۱۵ در سمت رئیس آن فعالیت داشت. او یکی از بنیانگذاران و رئیس دیرین مرکز تحقیقات دی‌اف‌جی متئون «ریاضیات برای فناوری‌های کلیدی» بود.
در سال ۱۹۷۶، مارتین گروتشل با همسرش آیریس گروتشل ازدواج کرد که حاصل این ازدواج سه دختر است.

## آثار
مارتین گروتشل یکی از مشهورترین متخصصین بین‌المللی در زمینه بهینه‌سازی ترکیبیاتی است.
زمینه‌های اصلی تحقیقات ریاضی مارتین گروتشل نظریه گراف، بهینه‌سازی خطی و مختلط اعداد صحیح و تحقیق در عملیات است. گروتشل پیش از این در تز دکترای خود به پیشرفت قابل توجهی در توسعه روش‌های حل مسئله فروشنده دوره‌گرد دست یافت، به ویژه، او کمک قابل توجهی به درک روش صفحه برش کرد. مقالات گروتشل به همراه ال. لوواس و اِی. شریور در مورد روش بیضوی و کاربرد آن در بهینه‌سازی ترکیبیاتی و محدب به رسمیت شناخته شدند.
در سال‌های اخیر مارتین گروتشل (علاوه بر پرداختن به مسائل ریاضی «کلاسیک») عمدتاً با مدل‌سازی ریاضی و حل مسائل دنیای واقعی در اقتصاد و صنعت سروکار داشته‌است. حوزه‌های کاربردی مورد فعالیت او شامل بهینه‌سازی برنامه‌ریزی و کنترل تولید، حمل و نقل عمومی و سیستم‌های انرجی، لوژیستیک و مخابرات است.
گروتشل از اوایل دهه ۱۹۹۰، به شدت در زمینه‌های معلومات و ارتباطات الکترونیکی، سیستم‌های کتابخانه‌ای، دسترسی آزاد و علوم باز کار کرده‌است و به همین دلیل در نهادها و ابتکارات ملی و بین‌المللی متعددی شرکت کرده‌است.
ترویج علوم انسانی دیجیتل یکی از اهداف اصلی گروتشل در ریاست BBAW است.

## پاداش‌ها و افتخارات
گروتشل یکی از برندگان پاداش فولکرسون انجمن ریاضی آمریکا در سال ۱۹۸۲ برای مقاله اشتراکی با لازلو لوواس و الکساندر شریور بر روی کاربردهای روش بیضوی در بهینه‌سازی ترکیبیاتی بود. در سال ۲۰۰۶، همان سه نفر برنده پاداش نظریه جان فون نویمان از مؤسسه تحقیق در عملیات و علوم مدیریت شدند.
انجمن ریاضیات صنعتی و کاربردی و انجمن بهینه‌سازی ریاضی در سال ۱۹۹۱ پاداش جورج بی. دانتسیگ و مؤسسه Deutsche Forschungsgemeinschaft پاداش گوتفرید ویلهلم لایبنیتس را در سال ۱۹۹۵ به گروتشل اعطا کردند. وی در سال ۲۰۰۴ مدال طلای EURO که بالاترین نشان در تحقیق در عملیات در اروپا است را از آن خود کرد. او به عنوان سخنران دعوت شده در کنگره بین‌المللی ریاضیدانان در سال ۲۰۰۶ بود.
گروتشل در سال ۲۰۰۶ از دانشگاه کارلسروهه، در سال ۲۰۰۷ از آکادمی علوم و فناوری ویتنام (VAST)، در سال ۲۰۰۸ از Otto-von-Guericke-Universität Magdeburg و در سال ۲۰۱۱ از دانشگاه آگزبورگ دکترای افتخاری دریافت کرد. از سال ۲۰۱۱ او استاد ممتاز وابسته دانشگاه تکنیکی مونیخ بوده‌است.
گروتشل در هفت آکادمی علمی ملی و بین‌المللی عضویت داشت: در سال ۱۹۹۵ او عضو آکادمی علوم و علوم انسانی برلین-براندنبورگ بود. وی در سال ۱۹۹۹ به دلیل «مشارکت در بهینه‌سازی ترکیبیاتی و کاربردهای آن» عضو خارجی آکادمی ملی مهندسی ایالات متحده (NAE) شد. از سال ۲۰۰۳ او عضو Deutsche Akademie der Technikwissenschaften (acatech) بوده‌است. از سال ۲۰۰۵ عضو آکادمی ملی علوم آلمان لئوپولدینا بوده‌است. از سال ۲۰۱۵ عضو آکادمی علوم چین (CAS) به عنوان عضو خارجی بوده‌است. از سال ۲۰۱۶ عضو آکادمی جهانی علوم(TWAS) برای پیشرفت علم در کشورهای در حال توسعه به عنوان همکار بوده‌است. وی در سال ۲۰۱۷ به عضویت آکادمی اروپا درآمد.
در سال ۲۰۱۳، یادنامه‌ای به افتخار او منتشر شد.